# Clusia crenata
Clusia crenata är en tvåhjärtbladig växtart som beskrevs av José Cuatrecasas. Clusia crenata ingår i släktet Clusia och familjen Clusiaceae. Inga underarter finns listade i Catalogue of Life.